# Federigo Manni
Federigo Manni (... – 1689) è stato un ingegnere e matematico italiano.
Appartenente alla nobile famiglia pistoiese, era figlio di Giovanni Battista e di donna Eleonora Brunozzi.

Principe e fondatore dell'Accademia dei Risvegliati, assieme a Monsignor Felice Cancellieri, ne fu poi negli anni generoso mecenate. Era il Comandante delle Guardie Nobili di Pistoia. Alla morte del cugino Papa Clemente IX Rospigliosi, fu da questi voluto per progettare il suo mausoleo sepolcrale.
Morì nel 1689 ultraottantenne lasciando vari figli e fu sepolto con tutti gli onori nel Sepolcreto di famiglia nella Basilica di San Francesco a Pistoia.
Di lui rimangono varie opere e una notevole corrispondenza con Clemente IX conservata nell'Archivio Segreto Vaticano.